# Віктор Шміден
Віктор Готтфрід Отто Шміден (нім. Victor Gottfried Otto Schmieden; 19 січня 1874, Берлін — 11 жовтня 1945, Фішбахталь) — німецький хірург, генерал-майор медичної служби резерву вермахту. Кавалер Лицарського хреста Хреста Воєнних заслуг з мечами.

## Біографія
Син таємного будівельного радника Гайно Шмідена і його дружини Елізи, уродженої Меєр. З 1892 року вивчав медицину в університетах Фрайбурга, Мюнхена, Берліна і Бонна. В 1903 році здобув ступінь доктора медицини. В 1907 році став професором клініки Шаріте, в 1913 році — професором університету Галле. Під час Першої світової війни служив військовим медиком на Західному фронті. З 1916 року — член Леопольдини. В 1917 році опублікував підручник з військової хірургії, написаний на основі свого військового досвіду.
В 1919 році став деканом медичного факультету університету Галле. 1 жовтня 1919 року за запрошенням перейшов в університет Франкфурта-на-Майні. Заснував численні спеціальні відділи університету, включаючи відділення туберкульозу кісток (1921), рентгенодіагностичну клініку (1929) і травматологічну клініку (1931).
В 1927-28 і 1938-39 роках — декан медичного факультету. В 1928 році один із пацієнтів Шмідена, Август Шайдель, пожертвував університету 1 000 000 райхсмарок. В 1932 році став членом Товариства друзів СС і віце-деканом Франкфуртського універистету. Був членом численних медичних товариств.
В 1919-45 роках — консультант рейхсверу і вермахту.

## Нагороди
- Залізний хрест 2-го і 1-го класу
- Орден дому Саксен-Ернестіне, командорський хрест з мечами
- Орден «Святий Олександр», командорський хрест з мечами
- Орден Альберта Ведмедя, командорський хрест
- Медаль Червоного Хреста (Пруссія) 2-го класу
- Медаль Червоного Хреста (Болгарія)
- Почесний хрест ветерана війни з мечами
- Хрест Воєнних заслуг 2-го і 1-го класу з мечами
- Почесна плакета міста Франкфурт
- Лицарський хрест Хреста Воєнних заслуг з мечами (19 січня 1944)
- Медаль Гете за мистецтво і науку (19 січня 1944) — вручена Адольфом Гітлером з нагоди 70-річчя Шмідена.

## Вшанування пам'яті
В 1988 році вулиця біля Франкфуртської університетської лікарні була названа на честь Шмідена (нім. Victor-Schmieden-Straße). Згодом перейменована на честь садівника Конрада Петера Штрассгайма (нім. Straßheimstraße).